# Келлерманн, Кеннет
Кеннет Ирвин Келлерманн (англ.  Kenneth Irwin Kellermann, род. 1 июля 1937, Нью-Йорк, Нью-Йорк) — американский учёный, специалист в области астрономии и радиоинтерферометрии с длинной базой. Член Национальной академии наук США (1975), Американской академии искусств и наук (1976), Американского философского общества (1997) и Общества Макса Планка. Также является Членом Международного астрономического союза, Американского астрономического общества, Астрономического общества Австралии, Международного союза радионауки и Американского физического общества. Иностранный член Российской академии наук (1.01.1999).

## Биография
Кеннет Келлерманн родился 1 июля 1937 года в Нью-Йорке. Родители — Александр и Рэй (девичья фамилия — Гудштейн) Келлерманны. В 1955—1959 годы учился в Массачусетском технологическом институте, затем в Калифорнийском технологическом институте (1959—1963). После обучения работал в Национальной радиоастрономической обсерватории, затем в CSIRO в Сиднее, после — в Виргинском университете. В 1977—1979 гг. был директором Радиоастрономического института Макса Планка.
Келлерманн является специалистом в области астрономии и радиоинтерферометрии с длинной базой. Его работы помогли расширить представление о геометрии Вселенной и ядрах галактик. Внёс большой вклад в современную космологию, в изучение радиогалактик и квазаров.
В 1965 году впервые посетил Россию, где проводил совместную работу с российскими астрономами.
Доктор философии, профессор Виргинского университета. Член Национальной академии наук США (1975), Американской академии искусств и наук (1976), Американского философского общества (1997) и Общества Макса Планка. Также является Членом Международного астрономического союза, Американского астрономического общества, Астрономического общества Австралии, Международного союза радионауки и Американского физического общества.
Иностранный член РАН c 1 января 1999 года — Отделение общей физики и астрономии (астрономия), США.

## Награды
Список наград и премий:
- Премия Хелены Уорнер (1971)
- Премия Румфорда (1971)
- Медаль Гроута Ребера (2008)
- Медаль Кэтрин Брюс (2014)